# Jarandaq
Jarandaq (persiska: جرندق, چَرَندَن, گَرَندِه, چَرَندَك) är en ort i Iran.   Den ligger i provinsen Qazvin, i den nordvästra delen av landet, 180 km väster om huvudstaden Teheran. Jarandaq ligger 1 543 meter över havet och antalet invånare är 449.
Terrängen runt Jarandaq är kuperad åt nordost, men åt sydväst är den platt. Runt Jarandaq är det ganska glesbefolkat, med 29 invånare per kvadratkilometer. Närmaste större samhälle är Tākestān, 20,0 km öster om Jarandaq. Trakten runt Jarandaq består i huvudsak av gräsmarker.